# Звезда (подводная лодка)
П-2 «Звезда» — советская эскадренная подводная лодка, построенная в 1930-х годах, второй корабль IV серии.

## История строительства
«Звезда» была заложена 19 декабря 1931 года на заводе № 189 (Балтийский завод) в Ленинграде под строительным номером 219, спуск на воду состоялся 15 февраля (или 15 апреля) 1935 года, 23 июля 1936 года лодка вошла в состав КБФ.
Подводная лодка названа в честь одноименной легальной газеты большевиков «Звезда», издававшейся в Санкт-Петербурге с декабря 1910 по апрель 1912.
Из-за конструктивных недостатков боевое применение лодки было исключено, поэтому «Звезда» использовалась в качестве учебного корабля при подготовке моряков-подводников.

## История службы
Весной 1937 года лодка под командованием капитана 2 ранга А. Г. Шишкина совершила поход, сопровождая до южной Балтики линкор «Марат», шедший с официальным визитом в Великобританию.
В ноябре 1940 года участвовала в групповом походе с П-1 и П-3 в Балтийском море с заходом в Таллин, Ригу, Либаву.
На начало войны лодка входила в Отдельный Учебный Дивизион подводных лодок в Ораниенбауме. Командиром лодки был капитан-лейтенант И. П. Попов.
В сентябре 1941 года было принято решение использовать «Звезду» для снабжения войск в Ханко, но после гибели «Правды» это решение было отменено.
25 ноября 1941 года лодка вышла в поход в Нарвский залив для обстрела береговых объектов. В результате аварии была вынуждена всплыть, подверглась атаке самолёта. В результате близкого разрыва авиабомбы один член экипажа (старшина 2-й статьи Н. Н. Гудовский) был ранен, лёгкий корпус получил 4 осколочные пробоины. Лодка вернулась на базу.
В конце декабря 1941 года лодка совершила поход в блокадный Ленинград, доставив в город 700 тонн топлива. Подвергшись артобстрелу, «Звезда» получила 14 осколочных пробоин в лёгком корпусе.
1 мая 1942 года «Звезду» поставили на консервацию. 10 августа 1944 года лодку вывели из состава флота и передали НИИ связи и телемеханики ВМФ.
20 июня 1956 года лодку исключили из списка судов и отправили в разделку на металлолом в Ленинграде.

## Известные члены экипажа
- Осенью 1941 года командиром рулевой группы на «Звезде» служил Ф. И. Маслов, будущий контр-адмирал.